# Freak (Lana Del Rey)
Freak è un brano musicale della cantautrice statunitense Lana Del Rey, estratto dal suo quarto album in studio, Honeymoon, uscito nel 2015. Un video per il brano è stato pubblicato il 9 febbraio 2016.

## Descrizione
La canzone è stata scritta dalla stessa Del Rey, in collaborazione con Rick Nowels. Un pezzetto della canzone finì in rete poche ore prima della pubblicazione del trailer di Honeymoon, nel quale, oltre a un'anteprima della canzone, sono contenute anteprime di Terrence Loves You, High by the Beach e Music to Watch Boys To. La cantante ha descritto la canzone come "estremamente sexy".

## Accoglienza
Amy Davidson di DigitalSpy ha notato una similarità con altre canzoni dell'album, come High by the Beach e Art Deco, paragonandola, per il tema trattato, alle canzoni R&B degli anni 90. Kitty Empire di The Guardian descrive Freak come un omaggio della cantante alla California.

## Videoclip
L'8 settembre 2015 viene pubblicato sul canale VEVO della Del Rey un sampler di Honeymoon, contenente un'anteprima del video della canzone. Il 25 gennaio 2016 la Del Rey pubblica sul suo profilo Instagram una foto del video, annunciando che quest'ultimo sarebbe uscito a breve e vede come protagonisti la Del Rey stessa insieme al cantante Father John Misty, con la partecipazione delle ragazze già presenti nel video di Music to Watch Boys To. Il 4 febbraio la cantante annuncia tramite il suo account Instagram che il video della canzone uscirà il 9 febbraio con una première al teatro The Wiltern di Los Angeles, evento in seguito andato sold out in soli 15 minuti dall'inizio della vendita dei biglietti.
Il video, diretto dalla stessa Del Rey, si presenta diviso in più scene. In alcune scene, delle ragazze, tra cui la Del Rey,  ballano e si muovono a rallentatore indossando abiti bianchi. In altre scene la Del Rey tiene la mano di un uomo (Father John Misty) sul suo collo o beve del Kool-Aid da un bicchiere di plastica. Si vede poi l'uomo inseguire la cantante, e ancora la stessa che gli appoggia sensualmente della droga sulla lingua. Tali scene lasciano lo spazio al finale onirico e misterioso, nel quale si vedono delle ragazze (a cui si aggiungeranno i due protagonisti del video) immerse nell'acqua mentre si muovono e si toccano, il tutto accompagnato dalle note del componimento Clair de lune di Claude Debussy.